# Santos Peak
Santos Peak är en bergstopp i Antarktis. Den ligger i Västantarktis. Argentina, Chile och Storbritannien gör anspråk på området. Toppen på Santos Peak är 185 meter över havet.
Terrängen runt Santos Peak är kuperad norrut, men åt sydost är den bergig. Havet är nära Santos Peak åt nordväst. Trakten är obefolkad. Det finns inga samhällen i närheten. 